# Нейшн, Кэрри
Кэ́рри A. Не́йшн (25 ноября 1846[…], Гаррард, Кентукки — 9 июня 1911[…], Левенуэрт, Канзас) — американская активистка, участница движения за трезвость в период, предшествующий принятию Сухого закона в США. Она стала известной тем, что защищала свои убеждения радикальными методами. Не раз Нейшн приходила в бары и громила там барные стойки с помощью топора. Она стала героиней нескольких книг, многочисленных статей и даже оперы Дугласа Мура, написанной в 1966 году и впервые поставленной в Канзасском университете.
Нейшн была высокой женщиной ростом около 180 см и весом около 80 кг. Сама себя она называла «бульдогом, бегущим у ног Иисуса Христа и лающим на то, что ему не нравится», и заявляла о своём священном призвании проповедовать трезвость путём крушения барных стоек.
В переводе с английского её имя звучит как «поддержи нацию» — Carry Nation. И хотя официальные источники указывают на вариант Carrie, который Нейшн использовала большую часть своей жизни, вариант Carry тоже считается правильным. Отец Нейшн использовал его в семейной библии. В начале XX века перед началом кампании по борьбе с алкоголем, Нейшн приняла имя Carry A. Nation, главным образом из-за его ценности как слогана, и зарегистрировала его как торговую марку в штате Канзас.

## Молодость и первый брак
Кэрри Мур, известная как Кэрри Нейшн, родилась в округе Гаррард, штат Кентукки в 1846 году. Она была болезненным ребёнком, а её семья несколько раз переезжала с места на место, терпя финансовые неудачи. В итоге они остановились в городе Белтон, штат Миссури.
Многие из родственников Нейшн имели психические расстройства. Её мать временами страдала манией, будто она является Королевой Викторией, и Кэрри в молодости приходилось нелегко.
В 1865 году она встретила Чарльза Глойда, и они поженились 21 ноября 1867 года. Чарльз Глойд был пьяницей и супруги разошлись незадолго до рождения их дочери, Шарлин, а менее года спустя Чарльз умер. Нейшн объясняла своё желание бороться за трезвость тем, что алкоголь разрушил её первый брак.

## Второй брак и призыв Господа
Кэрри получила сертификат учителя, но у неё не получалось заработать на этом поприще. Позже она встретила священника и издателя газеты Дэвида Нэйшна, который был 19 годами её старше. Они поженились 27 декабря 1877 года. Супруги купили 690 гектаров хлопковых плантаций на реке св. Бернарда в округе Бразориа (штат Техас). Однако оба знали очень мало о земледелии и предприятие оказалось неудачным. Дэвид Нейшн переехал в городок Бразориа изучать право, а около 1880 года Кэрри переехала в округ Колумбия заведовать гостиницей, принадлежащей A. R. и Jesse W. Park. Имя Кэрри Нейшн зафиксировано в списках протестантской методистской церкви округа Колумбия. Кэрри жила в гостинице вместе с дочерью Шарлин Глойд, «Матушкой Глойд» (свекровь от первого брака) и Лолой, дочерью Дэвида. Сам Дэвид в это время заведовал магазином, продававшим седла, к юго-западу от гостиницы. Вскоре семья переехала заведовать другой гостиницей в Ричмонд (штат Техас).
В 1889 году Дэвид Нейшн был втянут в войну между двумя местными фракциями и, в результате, был вынужден уехать на север, на этот раз в город Мэдисин-Лодж (штат Канзас), где устроился работать священником в одной из христианских церквей, а Кэрри стала заведовать преуспевающим отелем.
Именно в Мэдисин-Лодже началась борьба Кэрри за трезвость. Кэрри основала местное отделение Женского Христианского Союза Трезвости и начала кампанию за запрет на продажу алкогольных напитков в штате Канзас. Её методы варьировались от простых протестов до приветствий барменов такими словами, как «Доброе утро, губитель душ человеческих», игры на шарманке и пения серенад клиентам питейных заведений.
Разочарованная результатами своих усилий, Нейшн начала молиться Богу, чтобы он дал ей указания. 5 июня 1900 года она почувствовала, что получила ответ в образе небесного видения. Она описала его так.

На следующее утро я была разбужена голосом, произносящим, как мне казалось, в моём сердце слова «ИДИ В КАЙОВУ, Я ПОДДЕРЖУ ТЕБЯ». Слова «иди в Кайову» были сказаны шелестящим, музыкальным тоном, тихо и мягко, но слова «я поддержу тебя» были очень ясными, реалистичными и выразительными. Я была сильно воодушевлена, интерпретация была простой: «возьми что-нибудь в руки, брось это в негодные места в Кайове и сокруши их».— 
Следуя божественному откровению, Нейшн собрала несколько камней — «сокрушителей», как она их называла — и пошла в салун Добсона. Сказав: «Люди, я пришла спасти вас от участи пьяницы», она начала крушить бар своим запасом камней. После того как она подобным образом уничтожила два других бара в Кайове, на восточный Канзас обрушился торнадо, что Кэрри восприняла как одобрение Богом её действий.

## «Священный топор»
Нейшн продолжила свою разрушительную деятельность в Канзасе, её слава росла, как и количество её арестов. После рейда в город Уичиту её муж пошутил, что в следующий раз для нанесения большего урона Кэрри возьмет с собой топор. На это Кэрри ответила мужу: «Это самое умное, что ты сказал с момента нашей женитьбы».
В одиночку либо в сопровождении распевающих церковные гимны женщин, она входила в питейное заведение и с песнями и молитвой крушила топором бокалы и бутылки на барной стойке. Между 1900 и 1910 годами Кэрри Нейшн была арестована около 30 раз. Тюремные штрафы она платила за счёт денег, поступающих от чтения лекций и продажи сувенирных топориков. В апреле 1901 года Нейшн приехала в город Канзас-Сити (Миссури), который был известен своим неприятием движения за трезвость, и разгромила там бары в нескольких заведениях. Она была немедленно арестована, доставлена в суд, и оштрафована на $500 ($12,300 в переводе на доллары 2007 года).

## Последние годы жизни, смерть и воздвижение памятника
Антиалкогольная деятельность Кэрри Нейшн стала широко известна, а бары стали использовать ставший популярным лозунг «All Nations Welcome But Carrie», который можно перевести как «Добро пожаловать всем нациям, кроме Кэрри» (фамилия Nation на английском языке значит «нация»). Раз в две недели Кэрри публиковала новостную рассылку «The Smasher’s Mail» («Почта сокрушителя»), газету «The Hatchet» («Топор»), а позже, пользуясь своим именем, играла в водевиле, читала наставления, продавала свои фотографии и маленькие топорики.
Нейшн приветствовала убийство Президента Уильяма Мак-Кинли в 1901 году, потому что она полагала, что он тайно употреблял алкоголь, а пьяницы всегда получают по заслугам.
На закате жизни Кэрри переехала в Юрика-Спрингс, штат Арканзас, где построила дом, известный как «Зал топоров». Родник, протекающий через дорогу от её дома, назван в её честь.
Кэрри Нейшн почувствовала себя плохо во время произнесения речи в парке города и была доставлена в госпиталь города Левенуэрт, штат Канзас. Там она умерла 9 июня 1911 года и была похоронена в безымянной могиле на кладбище Belton City Cemetery в городе Белтон, штат Миссури. Женский христианский союз трезвости позже воздвиг ей памятник с надписью «Верная делу Сухого закона, она сделала всё, что было в её силах» — «Faithful to the Cause of Prohibition, She Hath Done What She Could».
Её дом в городе Мэдисин Лодж, штат Канзас, был выкуплен Женским христианским союзом трезвости в 1950-х годах и в 1976 году был объявлен Национальным историческим памятником Соединённых Штатов Америки.